# Reality Queens – Auf High Heels durch den Dschungel
Reality Queens – Auf High Heels durch den Dschungel ist eine deutsche Reality-Show, in der zwölf Promi-Damen durch den Dschungel von Suriname geschickt werden. Moderiert wird die Show von Filip Pavlović. Die erste Staffel lief vom 6. Juni 2024 bis zum 1. August 2024 wöchentlich auf RTL+. Theresia Fischer gewann die 1. Staffel und erhielt für ihren Sieg ein erspieltes Preisgeld von 29.000 Euro.

## Konzept
Zwölf Kandidatinnen kämpfen um den Titel „Reality Queen“ und um ein Preisgeld in Höhe von bis zu 50.000 Euro.
Zu Beginn werden die Kandidatinnen nach ihrer Ankunft von Filip Pavlović in zwei 6er-Teams, die „Pink Piranhas“ und die „Green Geckos“, eingeteilt. Jedes Team hat ein Geldkonto, welches sie in Challenges auf bis zu 50.000 EUR füllen können. Das erspielte Geld gewinnt am Ende jedoch nur ein Teammitglied allein. In einem weiteren Spiel kämpfen die Teams um ihren Schlafplatz. Das Verliererteam nächtigt in einem notdürftig eingerichteten „Losercamp“ während das Gewinnerteam die Vorzüge des „Luxuscamps“ genießt.

## Staffel 1
| Platz   | Teilnehmerin               | bekannt durch/als | Team                                               | verließ die Show in Folge | Rausgewählt mit Stimmen     |
| ------- | -------------------------- | --- | -------------------------------------------------- | ------------------------- | --------------------------- |
| 1.      | Theresia Fischer           | Teilnehmerin bei Germany’s Next Topmodel (2019), Promi Big Brother (2019), Club der guten Laune (2022), The 50 (2024) und Kampf der Realitystars (2024)                                                                                         | Green Geckos (Folge 1–6)Pink Piranhas (ab Folge 7) | 9                         | Siegerin des Finalspiels    |
| 2.      | Patricia Blanco            | Tochter von Roberto Blanco, Teilnehmerin bei Big Brother (2009), Ich bin ein Star – Holt mich hier raus! (2015), Adam sucht Eva (2017), Das Sommerhaus der Stars (2018), Promis unter Palmen (2021), Promi Big Brother (2023) und The 50 (2024) | Green Geckos                                       | 9                         | Verliererin des Finalspiels |
| 3.      | Jasmin Herren              | Witwe von Willi Herren, Teilnehmerin bei Das Sommerhaus der Stars (2019), Temptation Island VIP (2020), Ich bin ein Star – Holt mich hier raus! (2022), Forsthaus Rampensau Germany (2023) und The 50 (2024)                                    | Pink Piranhas                                      | 9                         | Spielergebnis               |
| 4.      | Sandra Sicora              | Teilnehmerin bei Ex on the Beach (2021), CoupleChallenge (2022), Temptation Island VIP (2022), Are You the One? (2023) und Prominent getrennt (2024)                                                                                            | Green Geckos                                       | 9                         | Spielergebnis               |
| 5./6.   | Joelina Karabas            | Tochter von Daniela Büchner, Teilnehmerin bei Forsthaus Rampensau Germany (2023) | Pink Piranhas                                      | 9                         | 2 von 3 Stimmen             |
| 5./6.   | Vanessa Nwattu             | Teilnehmerin bei Temptation Island VIP (2022) und Das Sommerhaus der Stars (2023) | Pink Piranhas (Folge 1–2)Green Geckos (ab Folge 3) | 9                         | 2 von 3 Stimmen             |
| 7./8.   | Emmy Russ                  | Teilnehmerin bei Beauty & The Nerd (2020), Promi Big Brother (2020), Promis unter Palmen (2021), Temptation Island VIP (2021), Kampf der Realitystars (2023) und Das große Promi-Büßen (2023)                                                   | Green Geckos (Folge 1–2)Pink Piranhas (ab Folge 3) | 8                         | 3 von 4 Stimmen             |
| 7./8.   | Marlisa Rudzio             | Teilnehmerin bei Temptation Island (2021), CoupleChallenge (2021) und Prominent getrennt (2023) | Pink Piranhas (Folge 1–6)Green Geckos (ab Folge 7) | 8                         | 3 von 4 Stimmen             |
| 9./10.  | Carina Spack               | Teilnehmerin bei Der Bachelor (2018), Fort Boyard (2018), Bachelor in Paradise (2018 und 2019), Promis unter Palmen (2020), Prominent getrennt (2022) und The 50 (2024), Gewinnerin bei Das große Promi-Büßen (2022) und Fame Fighting (2023)   | Green Geckos                                       | 6                         | 3 von 5 Stimmen             |
| 9./10.  | Ricarda Raatz              | Teilnehmerin bei Love Island (2019), Beauty & The Nerd (2021), Are You the One? (2022) und Das Sommerhaus der Stars (2023) | Pink Piranhas                                      | 6                         | 4 von 5 Stimmen             |
| 11./12. | Daniela Büchner            | ehemalige Darstellerin bei Goodbye Deutschland! Die Auswanderer, Teilnehmerin bei Das Sommerhaus der Stars (2018), Ich bin ein Star – Holt mich hier raus! (2020), Promi Big Brother (2021), Das große Promi-Büßen (2023) und The 50 (2024)     | Pink Piranhas                                      | 5                         | 2 von 6 Stimmen             |
| 11./12. | Franziska „Franzi“ Temme 1 | Teilnehmerin bei Der Bachelor (2022), Are You the One? (2022) und Bachelor in Paradise (2023) | Green Geckos (ab Folge 3)                          | 5                         | 4 von 6 Stimmen             |
| 13.     | Claudia Haas               | Teilnehmerin bei Deutschland sucht den Superstar (2021) und Schwiegertochter gesucht (2024) | Green Geckos                                       | 3                         | freiwilliger Exit           |

## Staffel 2
Am 13. Juli 2025 wurde bekanntgegeben, dass Twenty4tim der neue Moderator für die zweite Staffel wird.